# Curtis Axel
Joseph Curtis Hennig (nacido el 1 de octubre de 1979) es un luchador profesional estadounidense que trabaja para la WWE como productor bajo el nombre de Curtis Axel. 
Hennig debutó en la WWE en 2010, uniéndose a The Nexus bajo el nombre de Michael McGillicutty. Anteriormente había luchado en el territorio de desarrollo Florida Championship Wrestling (FCW) y fue parte de la segunda temporada de NXT. En 2011, Hennig ganó los Campeonatos en Parejas de WWE junto con David Otunga como miembro de The New Nexus. En mayo de 2013, Hennig reavivó su carrera con su actual apodo, rindiendo homenaje a su padre "Mr. Perfect" Curt Hennig y su abuelo Larry "The Axe" Hennig y ganó el Campeonato Intercontinental de la WWE. Desde entonces, se ha desempeñado constantemente en la programación de la WWE, compitiendo individualmente y en la división de equipos, asociándose con Bo Dallas como parte de The B-Team, con quien tuvo los Campeonatos en Parejas de Raw (anteriormente los Campeonatos en Parejas de WWE) una vez, siendo individualmente su segundo reinado como campeón. Su mandato con la empresa finalizó en Abril de 2020.

## Primeros años
Hennig nació el 1 de octubre de 1979, en Champlin, Minnesota. Fue entrenado por Curt Hennig, Brad Rheingans y Harley Race.

## Carrera

### World League Wrestling (2007-2008)
Hennig hizo su debut como luchador profesional el 13 de julio de 2007 en Waterloo, Iowa, trabajando para la World League Wrestling (WLW), formando equipo con Ted DiBiase Jr. para derrotar a Dinn T. Moore y Branden Tatum por descalificación.  Posteriormente, Hennig tuvo una racha victoriosa de nueve meses en WLW antes de sufrir su primera derrota en individuales ante "Wild" Wade Chism.

### World Wrestling Entertainment / WWE (2007-2020, 2022-presente)

#### Florida Championship Wrestling (2007-2010)

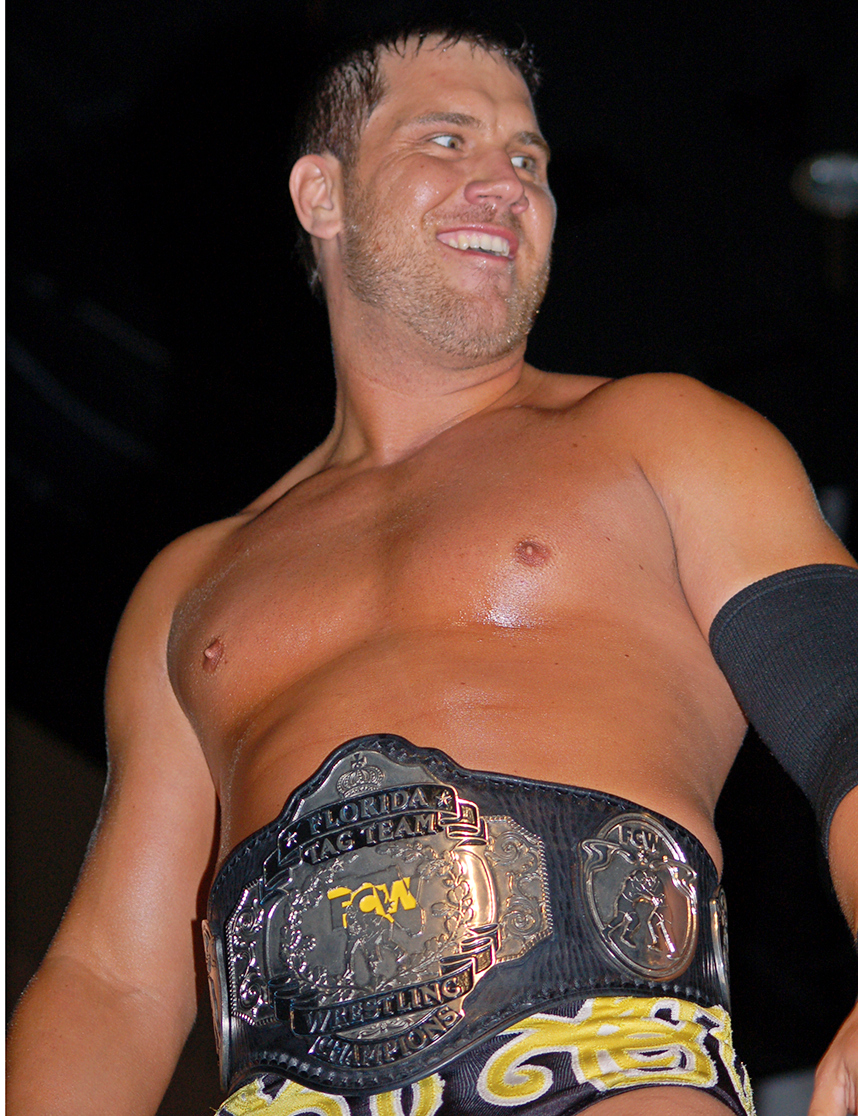
Durante su estancia en la FCW, Hennig fue tres veces Campeón en Parejas de Florida de la FCW y una vez Campeón Peso Pesado de Florida.

El 31 de marzo de 2007, Hennig junto con su madre, sus hermanos y su abuelo representaron a su padre "Mr. Perfect" Curt Hennig en la ceremonia del Salón de la Fama de WWE al aceptar el premio en su nombre. En el episodio de SmackDown del 26 de octubre de 2007, Hennig se asoció con Steve Fender en una derrota contra Jesse y Festus.
Hennig firmó un contrato de desarrollo con la World Wrestling Entertainment (WWE) y fue asignado al territorio de desarrollo Florida Championship Wrestling (FCW). El 11 de septiembre de 2008, Hennig & Heath Miller derrotaron a Nic Nemeth & Gavin Spears para ganar los Campeonatos en Parejas de Florida de la FCW. El 30 de octubre, Hennig & Miller perdieron los títulos ante The New Hart Foundation (DH Smith & TJ Wilson).
El 20 de noviembre, Hennig desafió a Sheamus O'Shaunessy a una lucha por el Campeonato Peso Pesado de Florida de FCW, pero el combate terminó en doble descalificación. Se realizó una lucha de revancha, pero Hennig fue nuevamente descalificado. Hennig tuvo otra oportunidad por el título el 11 de diciembre cuando compitió en un Fatal 4-Way match, pero Eric Escobar ganó el combate y el campeonato en el proceso. El 26 de febrero de 2009, Hennig derrotó a Escobar para ganar el Campeonato Peso Pesado de Florida de FCW. Sin embargo, en el episodio del 5 de abril de FCW, se anunció que Hennig había sufrido una lesión grave y, por lo tanto, el título quedó vacante.
Después de recuperarse, Hennig hizo su regreso a FCW a finales de junio. Poco después, formó un equipo junto con Brett DiBiase conocido como The Fortunate Sons. El 14 de enero de 2010, The Sons ganó los Campeonatos en Parejas de Florida de FCW tras derrotar a The Dudebusters. El 13 de marzo, The Fortunate Sons perdió los títulos ante The Uso Brothers (Jimmy & Jules). En el episodio del 8 de abril de FCW, Hennig culpó a DiBiase por la perdida de los campeonatos, lo que los llevó a enfrentarse en una lucha que terminó en doble descalificación. En el episodio del 29 de abril de FCW, DiBiase se enfrentó nuevamente a Hennig, pero sufrió una lesión en la rodilla durante el combate, terminando el feudo con esto. El 15 de julio, Hennig, ahora usando el nombre de Michael McGillicutty, se asoció con Kaval para derrotar a Los Aviadores (Hunico & Epico) y ganar los Campeonatos en Parejas de Florida de FCW por cuarta vez en su carrera. Sin embargo, al día siguiente, Los Aviadores recuperaron los títulos tras derrotar a McGillicutty & Kaval.

#### 2010-2011
Hennig participó en la segunda temporada de NXT, usando el nombre de Michael McGillicutty, con Kofi Kingston como su mentor. Hizo su debut en NXT en el episodio del 8 de junio de 2010, pero no compitió en ninguna lucha. Hizo su debut en el ring la siguiente semana en NXT, en donde derrotó junto con Kingston a Mark Henry & Lucky Cannon. El 29 de junio en la primera encuesta de NXT, McGillicutty ocupó el tercer lugar, detrás de Kaval y Percy Watson. En el episodio del 20 de julio de NXT, McGillicutty obtuvo inmunidad de eliminación en la siguiente encuesta al completar una carrera de obstáculos en el tiempo más rápido. La siguiente semana en NXT, pasó al primer lugar en la segunda encuesta. Después de seis victorias consecutivas, McGillicutty sufrió su primera derrota en el episodio del 3 de agosto de NXT ante el mentor, The Miz. En el episodio del 9 de agosto de Raw, los novatos de NXT aparecieron en la marca para competir en un Six-man Tag Team match, en el que McGillicutty se asoció con Husky Harris & Alex Riley para derrotar a Cannon, Kaval & Watson. La noche siguiente en NXT, su equipo fue derrotado en una lucha de revancha cuando McGillicutty fue cubierto por Kaval. Más tarde esa misma noche, durante la tercera encuesta, McGillicutty fue sustituido en el primer puesto por Kaval, cayendo de esa manera al segundo lugar. El 31 de agosto en el final de temporada de NXT, McGillicutty quedó en segundo lugar en la competencia, ya que Kaval fue declarado ganador. Al final del espectáculo, McGillicutty cambió a heel cuando atacó a Kaval junto con los demás novatos eliminados.
El 3 de octubre en Hell in a Cell, McGillicutty y Husky Harris se disfrazaron como fanáticos e interfirieron en la lucha entre John Cena y Wade Barrett. Esto permitió a Barrett cubrir a Cena para ganar el combate, lo que obligó a Cena a unirse al grupo The Nexus según la estipulación previa de la lucha. Las identidades de McGillicutty y Harris se revelaron la noche siguiente en Raw, aunque Barrett afirmó que no había pedido su ayuda y se negó a convertirlos en miembros de tiempo completo de The Nexus. La semana siguiente en Raw, McGillicutty y Harris interfirieron en la lucha entre Cena y The Miz, lo que le costó el combate a Cena, aunque éste le pidió a Barrett que les diera la oportunidad de ganar la membresía en The Nexus. En el episodio del 18 de octubre de Raw, McGillicutty & Harris no pudieron ganar un lugar en The Nexus cuando fueron derrotados por Cena & Randy Orton en una lucha por equipos. A pesar de eso, Barrett confirmó que tanto McGillicutty como Harris eran miembros de The Nexus en el episodio del 25 de octubre de Raw.

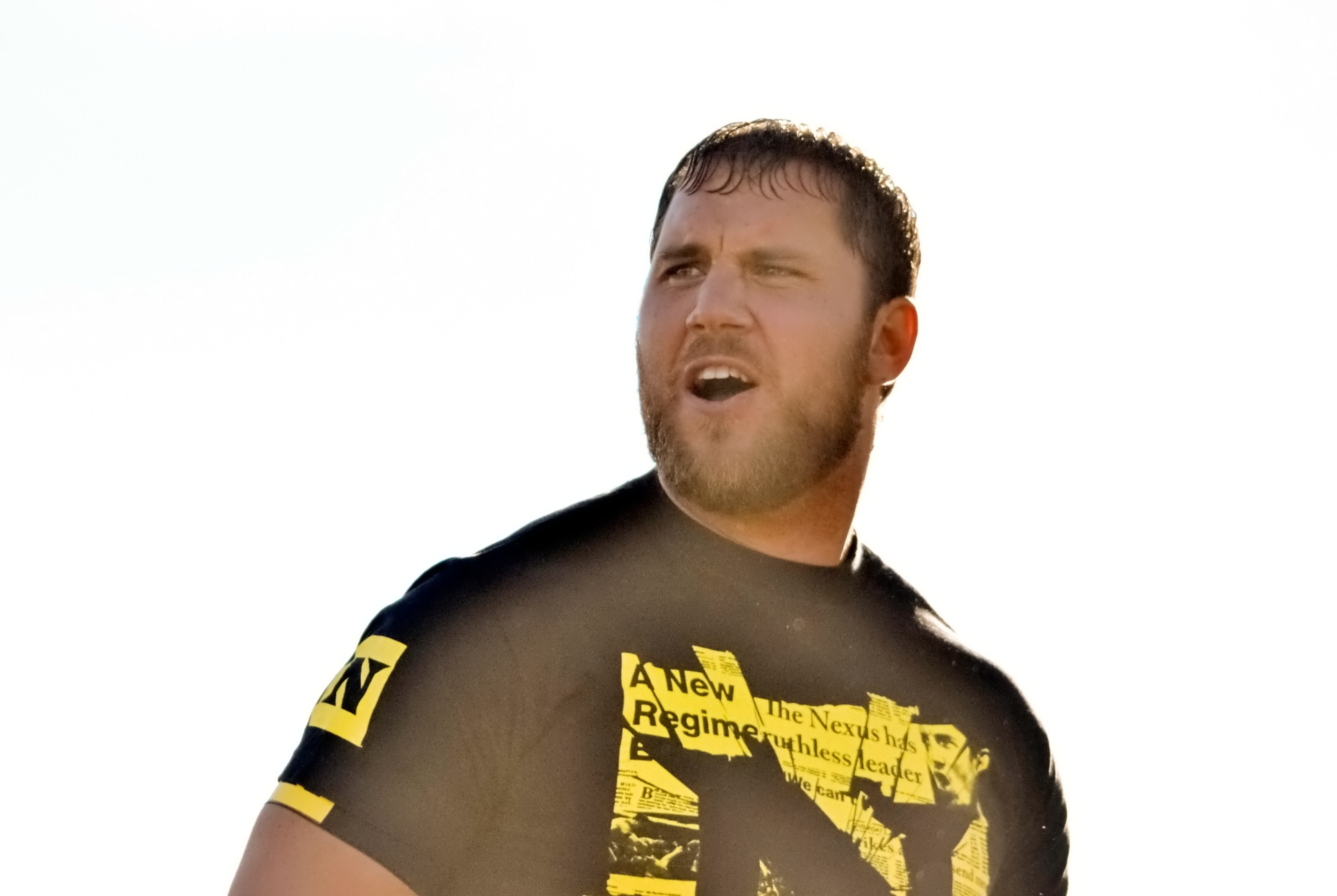
McGillicutty como parte de The Nexus en diciembre de 2010, en el evento Tribute to the Troops.

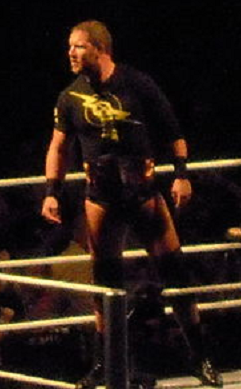
McGillicutty como Campeón en Parejas de WWE.

En enero de 2011, CM Punk se convirtió en el nuevo líder de The Nexus e hizo que cada uno de los miembros realizara una "iniciación" para permanecer en el grupo. McGillicutty aprobó su iniciación después de recibir una paliza por parte del resto del grupo, lo que le permitió seguir siendo miembro de The Nexus junto con Punk, Husky Harris y David Otunga. El mes siguiente, Punk fue anunciado como el oponente de Randy Orton para WrestleMania XXVII, y como resultado, cada miembro de The Nexus estaba programado para enfrentarse a Orton en las últimas semanas antes del evento. En el episodio del 28 de febrero de Raw, McGillicutty fue derrotado por Orton y después de la lucha éste le aplicó un Punt kick en la cabeza. Esto fue utilizado para sacar a McGillicutty de la televisión, ya que estaba planeado mandarlo de regreso a Florida Championship Wrestling para ser entrenado de nuevo. A pesar de eso, McGillicutty hizo su regreso en el episodio del 11 de abril de Raw junt con los otros miembros de The New Nexus, evitando que Orton ganara un combate clasificatorio a una lucha por el Campeonato de WWE.
En el episodio del 23 de mayo de Raw, McGillicutty se asoció con el miembro de The New Nexus, David Otunga, para derrotar a Big Show & Kane y ganar los Campeonatos en Parejas de WWE gracias a una interferencia de los otros miembros del grupo, CM Punk y Mason Ryan. En la edición del 29 de julio de SmackDown, McGillicutty & Otunga hicieron su única defensa exitosa de los títulos ante The Usos. Después de que Punk dejara The New Nexus cuando su contrato con la WWE expiró el 17 de julio, Otunga & McGillicutty compitieron contra Santino Marella & Zack Ryder en la edición del 1 de agosto de Raw, sin Ryan acompañándolos ni usando los brazaletes característicos del grupo, y con todos los logotipos del mismo eliminados del titantron durante su entrada, señalando con esto efectivamente el final de The New Nexus. En el episodio del 22 de agosto de Raw, McGillicutty & Otunga perdieron los campeonatos ante Air Boom (Kofi Kingston & Evan Bourne). Después de un pequeño feudo con Jerry Lawler, el equipo de McGillicutty y Otunga se disolvió.

#### NXT (2011-2013)
Después de separarse de David Otunga, McGillicutty desde finales de 2011 hasta mediados de 2013 se limitaría en gran parte a luchar en la marca Superstars y en NXT. En el episodio del 20 de octubre de Superstars, McGillicutty & Drew McIntyre fueron derrotados por Air Boom (Kofi Kingston & Evan Bourne) en una lucha por los Campeonatos en Parejas de WWE. A finales de 2011, McGillicutty tuvo una serie de combates contra Alex Riley en Superstars, de los cuales ganó uno y perdió dos. En el episodio del 23 de febrero de 2012 de Superstars, McGillicutty derrotó una vez más a Riley, la cual sería su última victoria televisada en un programa no relacionado con NXT hasta que fue renombrado como Curtis Axel en mayo de 2013, lo que da como resultado que McGillicutty perdió más de veinte luchas seguidas fuera de NXT, principalmente en Superstars pero también en Main Event y Slam.
Mientras tanto, McGillicutty hizo su regreso a NXT, apareciendo desde enero de 2012 en la quinta temporada de NXT Redemption, pero no como novato. A finales de febrero de 2012, McGillicutty se burló de la falta de herencia de lucha libre de Tyson Kidd, comenzando con esto un feudo dentro de NXT Redemption. En el episodio del 29 de febrero de NXT Redemption, McGillicutty derrotó a Kidd. A pesar de eso, McGillicutty continuó insultando a Kidd al afirmar nunca sería un verdadero "Hart", por lo que Kidd recibió una lucha de revancha en la edición del 21 de marzo de NXT Redemption, en donde McGillicutty fue derrotado. En el episodio del 11 de abril de NXT Redemption, McGillicutty y Kidd se enfrentaron en un tercer combate, en el que Kidd se llevó la victoria. Luego de eso, McGillicutty formó un equipo ocasional junto con Johnny Curtis durante el resto de 2012. El 13 de junio en el episodio final de la quinta temporada de NXT, McGillicutty & Curtis fueron derrotados por The Usos.
Después de la conclusión de NXT Redemption, NXT hizo la transición del renombre del territorio de desarrollo Florida Championship Wrestling. McGillicutty continuó apareciendo en la reiniciada NXT, siendo derrotado por su antiguo rival Tyson Kidd el 20 de junio en el primer episodio. Luego de eso, en el episodio del 4 de julio de NXT, McGillicutty cubrió a Kidd para llevarse la victoria en un Six-man Tag Team match. Dos semanas más tarde, McGillicutty & su compañero ocasional Johnny Curtis derrotaron a Bo Dallas & Derrick Bateman. En el episodio del 8 de agosto de NXT, McGillicutty fue puesto en el torneo por el inaugural Campeonato de NXT, en donde derrotó a Justin Gabriel en los cuartos de final. Sin embargo, McGillicutty fue eliminado en las semifinales el 15 de agosto cuando perdió ante el eventual ganador del torneo, Seth Rollins. La siguiente semana en NXT, Kidd acumuló más miseria en McGillicutty cuando él & Gabriel derrotaron a Curtis & McGillicutty, pero en el episodio del 12 de septiembre de NXT, McGillicutty se vengó derrotando a Kidd para convertirse en el contendiente #1 por el Campeonato de NXT. En el episodio del 10 de octubre de NXT, McGillicutty fue derrotado por Rollins en su lucha por el título. Luego de eso, en el episodio del 28 de noviembre de NXT, Curtis finalmente hizo efectiva su oportunidad titular prometida cuando ganó la cuarta temporada de NXT, teniendo como compañero a McGillicutty para enfrentarse a Team Hell No (Kane & Daniel Bryan) en una lucha por los Campeonatos en Parejas de WWE, pero fueron derrotados.
A principios de 2013, McGillicutty cambió a face (pero solo dentro de NXT) después de salvar a Bo Dallas de una paliza a manos de Primo y Epico. La siguiente semana en NXT, McGillicutty & Dallas fueron derrotados por Primo & Epico, aunque Dallas & McGillicutty se vengarían al derrotar a Primo & Epico en la primera ronda del torneo por equipos por los inaugurales Campeonatos en Parejas de NXT en el episodio del 30 de enero de NXT. En el episodio del 6 de febrero de NXT, Dallas & McGillicutty fueron eliminados del torneo en las semifinales cuando fueron derrotados por The Wyatt Family (Luke Harper & Erick Rowan).

#### 2013

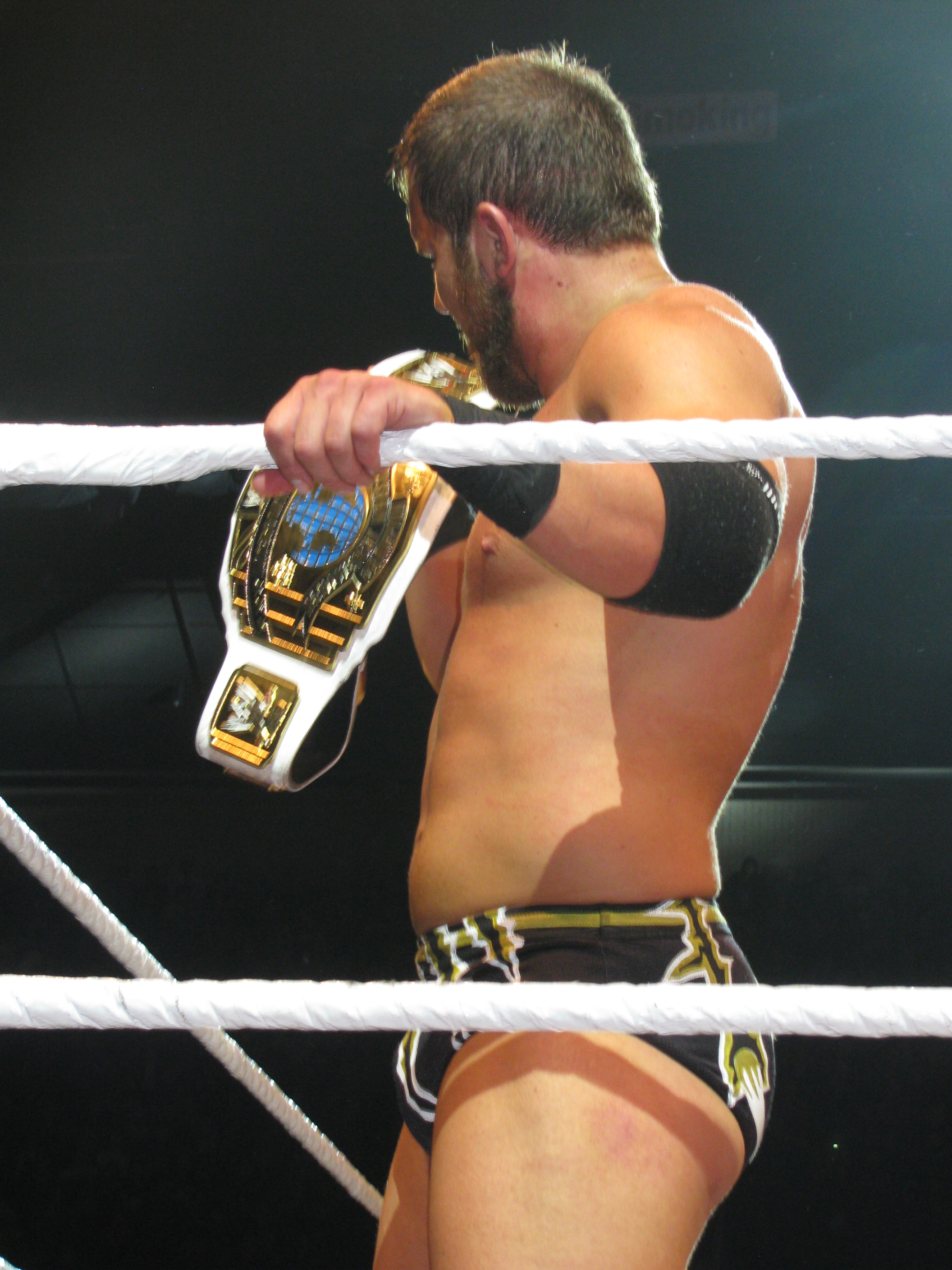
Axel como Campeón Intercontinental en julio de 2013.

En el episodio del 20 de mayo de Raw, Hennig fue renombrado bajo el nombre de Curtis Axel, y fue presentado como el nuevo cliente de Paul Heyman. Su nuevo nombre fue derivado del primer nombre de su padre, Curt, y del apodo de su abuelo, Larry "The Axe" Hennig. Más tarde esa misma noche, Axel se enfrentó a Triple H en su lucha de re-debut, en donde ganó por knockout después de que Triple H sufriera síntomas parecidos a los de una conmoción cerebral y un colapsó fuera del ring. En el episodio del 24 de mayo de SmackDown, Axel derrotó a Sin Cara. Durante las siguientes semanas en Raw, Axel tuvo dos victorias consecutivas sobre el Campeón de WWE John Cena en combates sin el título en juego debido a las distracciones e interferencias de Ryback. En el episodio del 7 de junio de SmackDown, Axel derrotó a Chris Jericho después de que éste se distrajera con la música de entrada de CM Punk, pero fue atacado por Jericho después de la lucha. Tres días después en Raw, Axel derrotó a Triple H dos veces en la misma noche, cuando durante su primer combate apareció Vince McMahon e hizo que la lucha terminara con Triple H perdiendo por descalificación. Sin embargo, momentos después, Triple H exigió que el combate se reiniciara, pero como la primera vez, McMahon regresó e hizo que la lucha terminara nuevamente con Triple H perdiendo por abandono, a pesar de que Triple H no tenía tales intenciones. En Payback, Axel derrotó a Wade Barrett y The Miz en un Triple Threat match para ganar el Campeonato Intercontinental, su primer título de manera individual dentro de la WWE. La victoria de Axel lo llevó a unirse a su padre "Mr. Perfect" como el único dúo padre e hijo que ganó dicho campeonato. Axel hizo su primera defensa del título el 21 de mayo en SmackDown, derrotando al ex campeón Barrett en su lucha de revancha. En el episodio del 24 de junio de Raw, Axel salvó al ex cliente de Heyman, CM Punk, de un ataque de The Prime Time Players, a petición de Heyman y para consternación de Punk. Esto causó una lucha por equipos la siguiente semana en Raw, en donde Punk & Axel derrotaron a The Prime Time Players después de que Axel cubriera a Darren Young luego de un GTS por parte de Punk. En el episodio del 8 de julio de Raw, Axel sufrió su primera derrota desde que se convirtió en cliente de Heyman, a manos de Jericho en una lucha sin el título en juego. En Money in the Bank, Axel derrotó a Miz para retener el campeonato. Axel hizo otra defensa del título el 19 de julio en SmackDown, derrotando a Jericho.

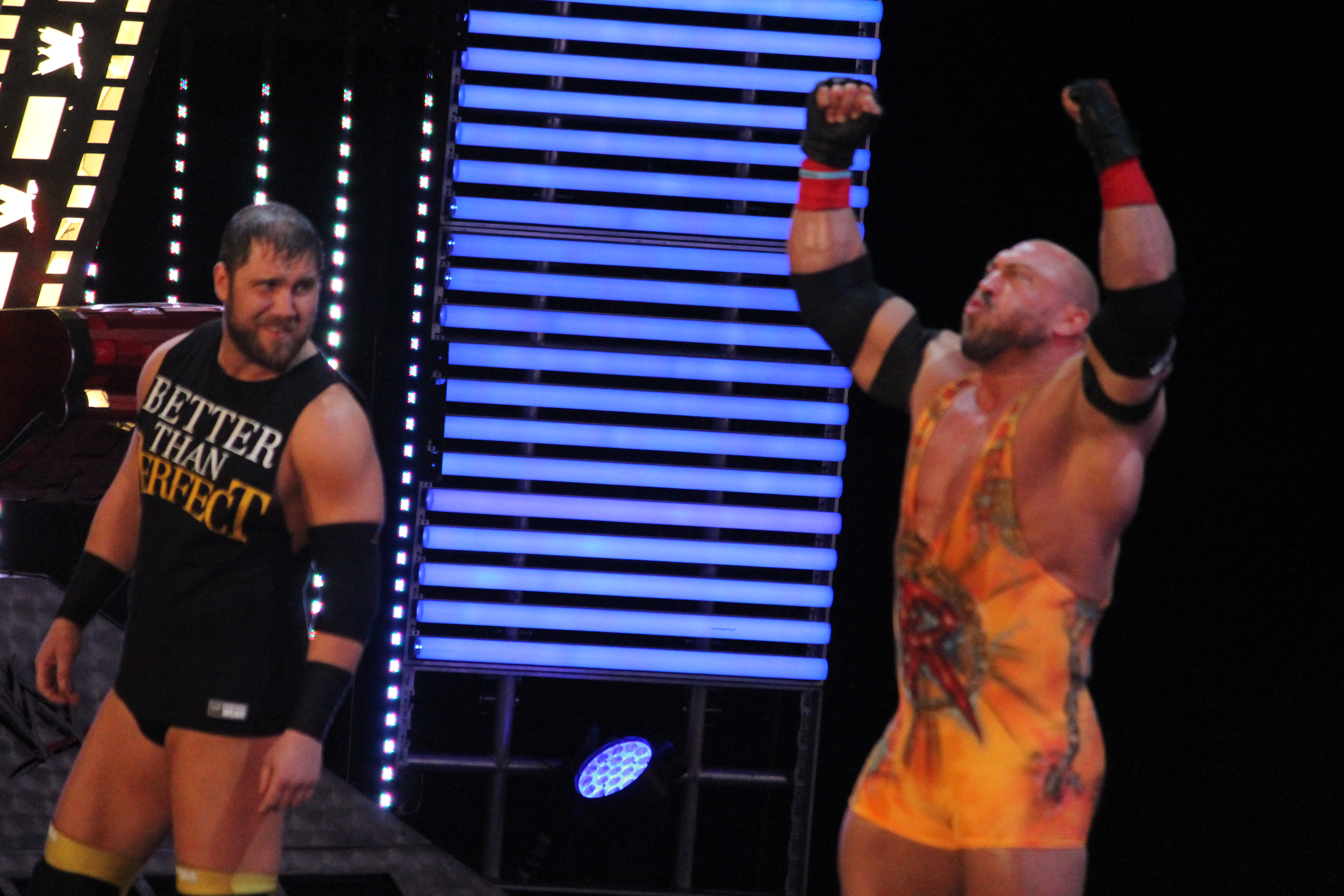
Los ex clientes de Paul Heyman, Axel (izquierda) y Ryback se convirtieron en un equipo en noviembre de 2013.

Tras eso, Axel comenzó un feudo con CM Punk junto con Paul Heyman, pactándose un 2-on-1 Handicap Elimination match entre Axel y Heyman contra Punk en Night of Champions. Durante el evento, Heyman le suplicó a Triple H que cancelara el combate, pero Triple H se negó, y no solo eso, sino haciendo que Axel defendiera el Campeonato Intercontinental contra Kofi Kingston. En la primera lucha, Axel retuvo el título ante Kingston. Más tarde durante el segundo combate, Axel fue eliminado por Punk, pero Heyman derrotó a Punk después de una interferencia de Ryback. En el episodio del 30 de septiembre de Raw, Axel fue derrotado por R-Truth en una lucha no titular, lo cual le dio a R-Truth una oportunidad por el campeonato el 6 de octubre en Battleground. En el evento, Axel retuvo con éxito el título ante R-Truth. La noche siguiente en Raw, Axel se asoció con Ryback para enfrentarse a CM Punk & R-Truth, pero fueron derrotados después de que Truth cubriera a Axel. En el episodio del 11 de octubre de SmackDown, Axel retuvo una vez más el campeonato ante Truth. En Hell in a Cell, estaba programado que Axel defendiera el título contra Big E Langston, sin embargo, la lucha fue cancelada debido a una lesión legítima en la cadera de Axel. En el episodio del 15 de noviembre de SmackDown, Heyman terminó su asociación con Axel después de declarar que Axel ya no era un "Paul Heyman Guy". La lucha titular de Axel contra Langston fue reprogramada el 18 de noviembre en Raw, en donde Axel perdió el campeonato ante Langston, terminando su reinado en 155 días. En Survivor Series, Axel no logró recuperar el título tras ser derrotado por Langston en su lucha de revancha. Luego de eso, Axel comenzó a formar equipo con el también ex cliente de Heyman, Ryback; siendo conocidos como RybAxel.
En el episodio del 6 de diciembre de SmackDown, RybAxel derrotó a los Campeones en Parejas de WWE Goldust & Cody Rhodes en una lucha no titular, pero eso los hizo ganar una oportunidad por los Campeonatos en Parejas de WWE. En TLC: Tables, Ladders & Chairs, RybAxel compitió en un Fatal 4-Way Tag Team Elimination match por los títulos, pero fue el primer equipo eliminado por Goldust y Rhodes.

#### 2014-2015
En Elimination Chamber, RybAxel fue acompañado al ring por el abuelo de Axel, Larry Hennig, en una lucha contra los ex campeones Goldust & Rhodes, por quienes fueron derrotados. En el episodio del 28 de marzo de 2014 de SmackDown, RybAxel, junto con otros equipos, atacaron a The Shield bajo las órdenes de Kane y fueron recompensados con una lucha por los Campeonatos en Parejas de WWE en el pre-show de WrestleMania XXX, pero RybAxel no logró ganar los títulos. En el episodio del 14 de abril de Raw, junto con otras nueve superestrellas, volvieron a atacar The Shield bajo las órdenes de Triple H. En el episodio del 28 de abril de Raw, RybAxel desafió a The Usos a una lucha por los Campeonatos en Parejas de WWE, pero fueron derrotados. Después de eso, RybAxel volvió a tener un pequeño feudo con Goldust y Rhodes, lo que llevó a ambos equipos a una lucha en Payback, la cual ganó RybAxel antes de ser derrotados en Money in the Bank por Goldust & Stardust (Cody Rhodes). Poco después, Ryback se tomó un tiempo libre para recuperarse de una cirugía, dejando que Axel compitiera individualmente. En Battleground, Axel participó en un 19-man Battle Royal por el vacante Campeonato Intercontinental, el cual ganó The Miz. En el episodio del 6 de noviembre de Superstars, Ryback, después de hacer su regreso, le dijo a Axel que necesita centrarse en su carrera individual, terminando oficialmente con el equipo. En el episodio del 28 de noviembre de SmackDown, Axel participó en un 20-man Battle Royal por el Campeonato de los Estados Unidos, pero no logró ganar.

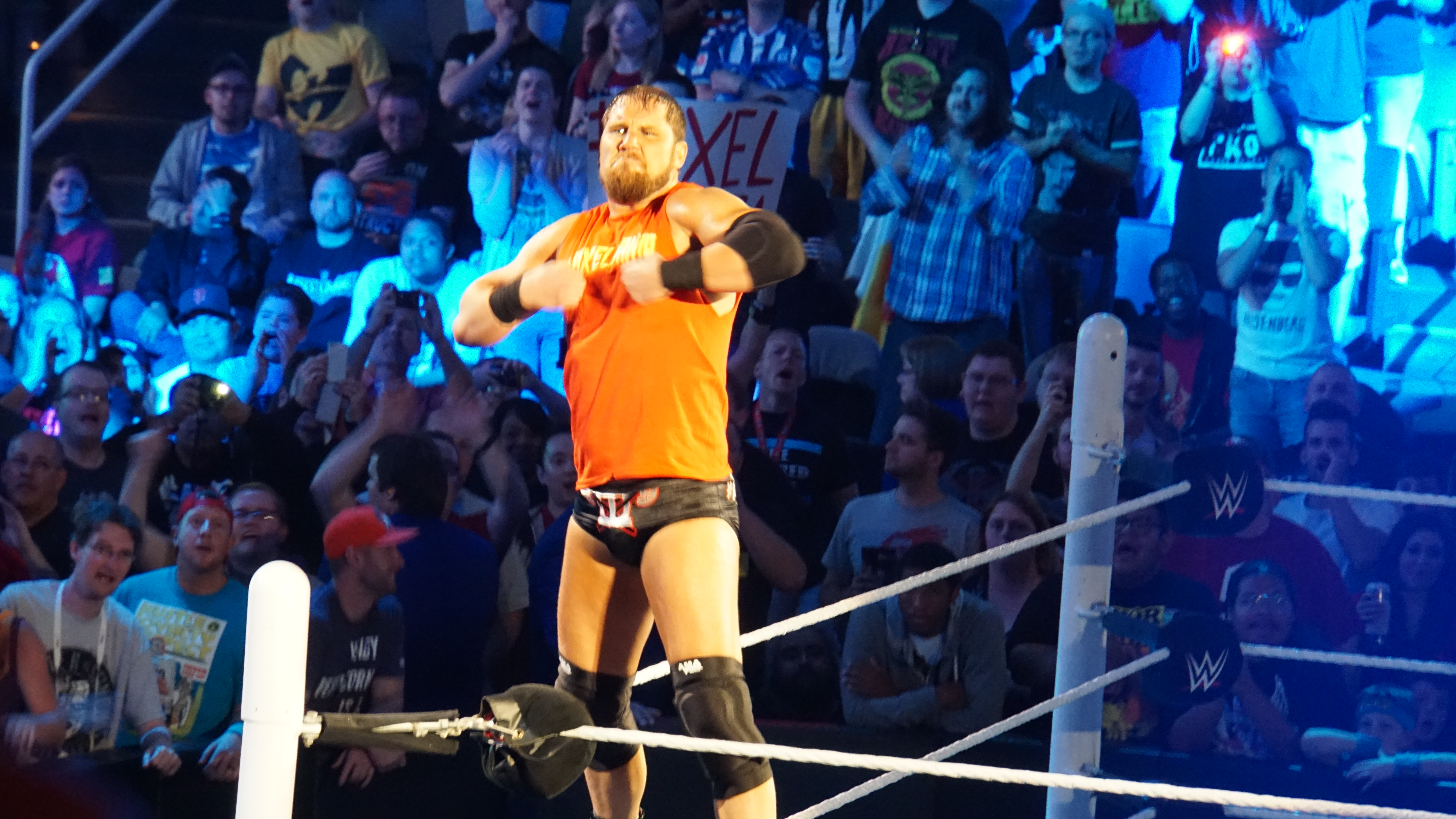
En enero de 2015, después de que Axel no participara en el Royal Rumble match, comenzó a parodiar a Hulk Hogan.

En Royal Rumble, Axel estaba programado para entrar en el Royal Rumble match como el número 6, pero fue atacado por Erick Rowan en la rampa de entrada, dejándolo incapacitado para competir. Como resultado de no haber sido eliminado (ya que nunca ingresó oficialmente al combate), Axel causó una tendencia en Twitter después del evento, recibiendo tweets de apoyo de las ex superestrellas de la WWE Lance Storm y Tommy Dreamer, y más tarde de las superestrellas actuales de la WWE Xavier Woods, Zack Ryder y David Otunga, este último ofreciéndole sus servicios legales como abogado. Esa misma semana en Main Event, Axel fue derrotado por Rowan. Después de eso, Axel comenzó a referirse a sí mismo como "el verdadero ganador del Royal Rumble", alegando que todavía no había sido eliminado del combate y que se merecía una oportunidad por el Campeonato Mundial Peso Pesado de WWE de Brock Lesnar en WrestleMania 31 como resultado. Esto involucró a Axel interrumpiendo segmentos de luchadores como Dean Ambrose, John Cena y Rusev para protestar por su causa, y también lo llevó a crear su propio hashtag, #AxelMania. En WrestleMania 31, Axel participó en el André the Giant Memorial Battle Royal, pero fue eliminado por múltiples luchadores.
En el episodio del 11 de mayo de Raw, Axel cambió a face cuando estrechó su mano con Damien Sandow (vestido de "Macho Mandow"), similar al apretón de manos de The Mega Powers cuando formaron equipo. Después de eso, Axel comenzó a hacerse pasar por Hulk Hogan mientras trabajaba en equipo con Sandow. El equipo fue apodado The Meta Powers. En el kick-off de Payback, The Meta Powers fueron derrotados por The Ascension. En el kick-off de Elimination Chamber, The Meta Powers interrumpieron a The Miz en su segmento MizTV, el cual contaba con Daniel Bryan como invitado. A pesar de todo eso, Axel y Sandow cesaron sus imitaciones de AxelMania y Macho Mandow el 24 de julio después de que la WWE despidió a Hogan y cortó todos los lazos con él. En el episodio del 21 de agosto de Superstars, Axel volvió a la competencia individual, derrotando a Adam Rose. En el episodio del 30 de septiembre de Main Event, Axel fue derrotado por Braun Strowman. En el episodio del 31 de diciembre de SmackDown, Axel anunció su participación en el Royal Rumble match.

#### 2016-2017

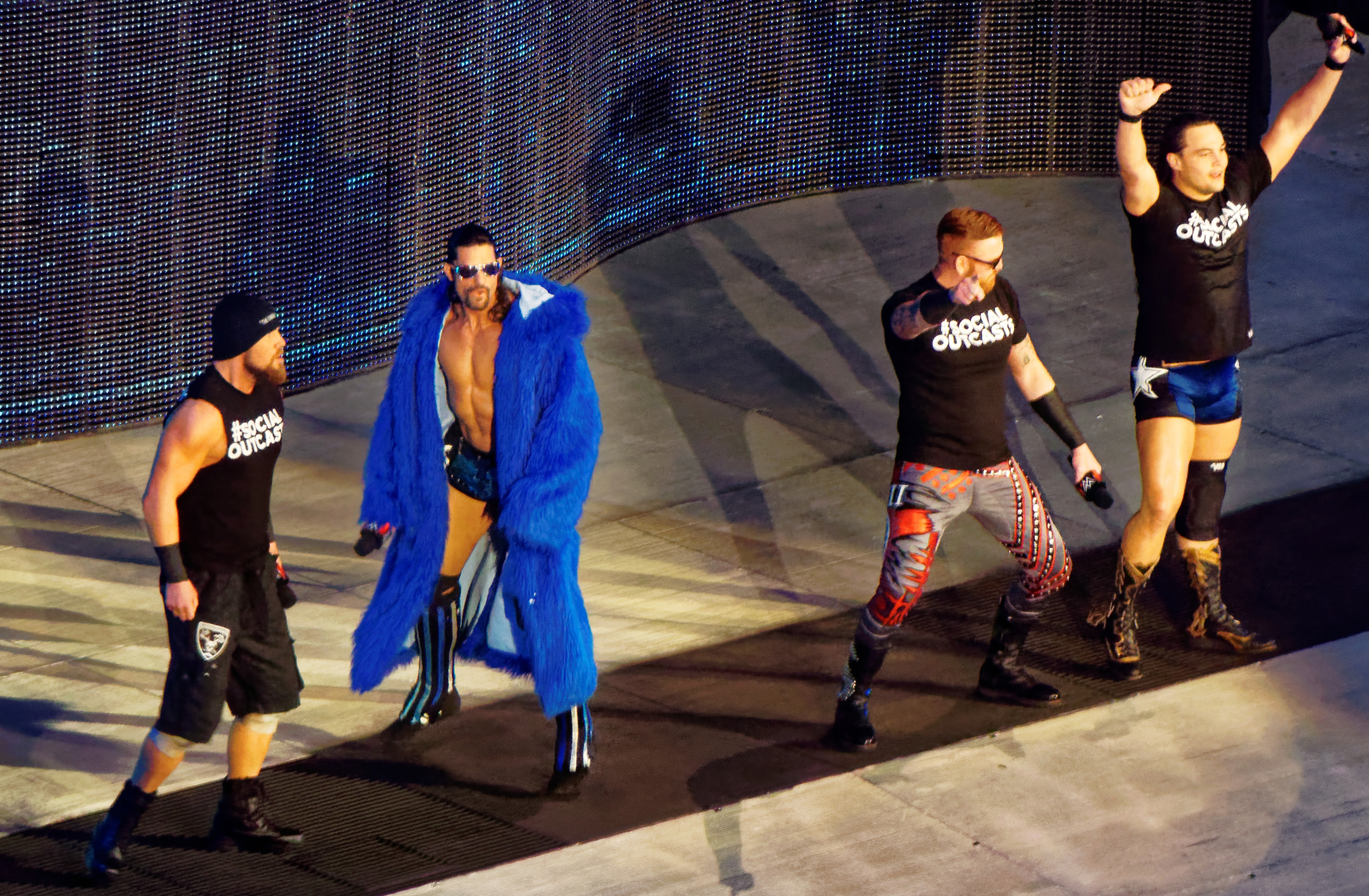
The Social Outcasts en abril de 2016.

En el episodio del 4 de enero de 2016 de Raw, Axel volvió a cambiar a heel cuando, junto con Heath Slater, Adam Rose y Bo Dallas, formó un nuevo grupo después de ayudar a Slater a derrotar a Dolph Ziggler, haciéndose llamar "los marginados sociales". En el episodio del 11 de enero de Raw, el grupo ahora conocido como The Social Outcasts se enfrentó a The Wyatt Family en una lucha que terminó sin resultado debido a que Ryback se involucró. En Royal Rumble, Axel participó en el Royal Rumble match por el Campeonato Mundial Peso Pesado de WWE de Roman Reigns como el número 5, pero fue eliminado por el debutante AJ Styles. En el episodio del 28 de enero de SmackDown, Axel fue derrotado por Styles. El 21 de febrero en Fastlane, Axel derrotó a R-Truth gracias a la interferencia de Slater, Rose y Dallas. En el episodio del 17 de marzo de SmackDown, los miembros de The Social Outcasts anunciaron su participación en la tercera edición anual del André the Giant Memorial Battle Royal en WrestleMania 32, la cual fue ganada por Baron Corbin. En mayo, los integrantes de The Social Outcasts comenzaron a filmar la película The Marine 5: Battleground, por lo que fueron sacados de la televisión. En el episodio del 27 de junio de Raw, The Social Outcasts hizo su regreso confrontando a Enzo Amore y Big Cass. La semana siguiente en Raw, Axel & Dallas fueron derrotados por Enzo & Cass.

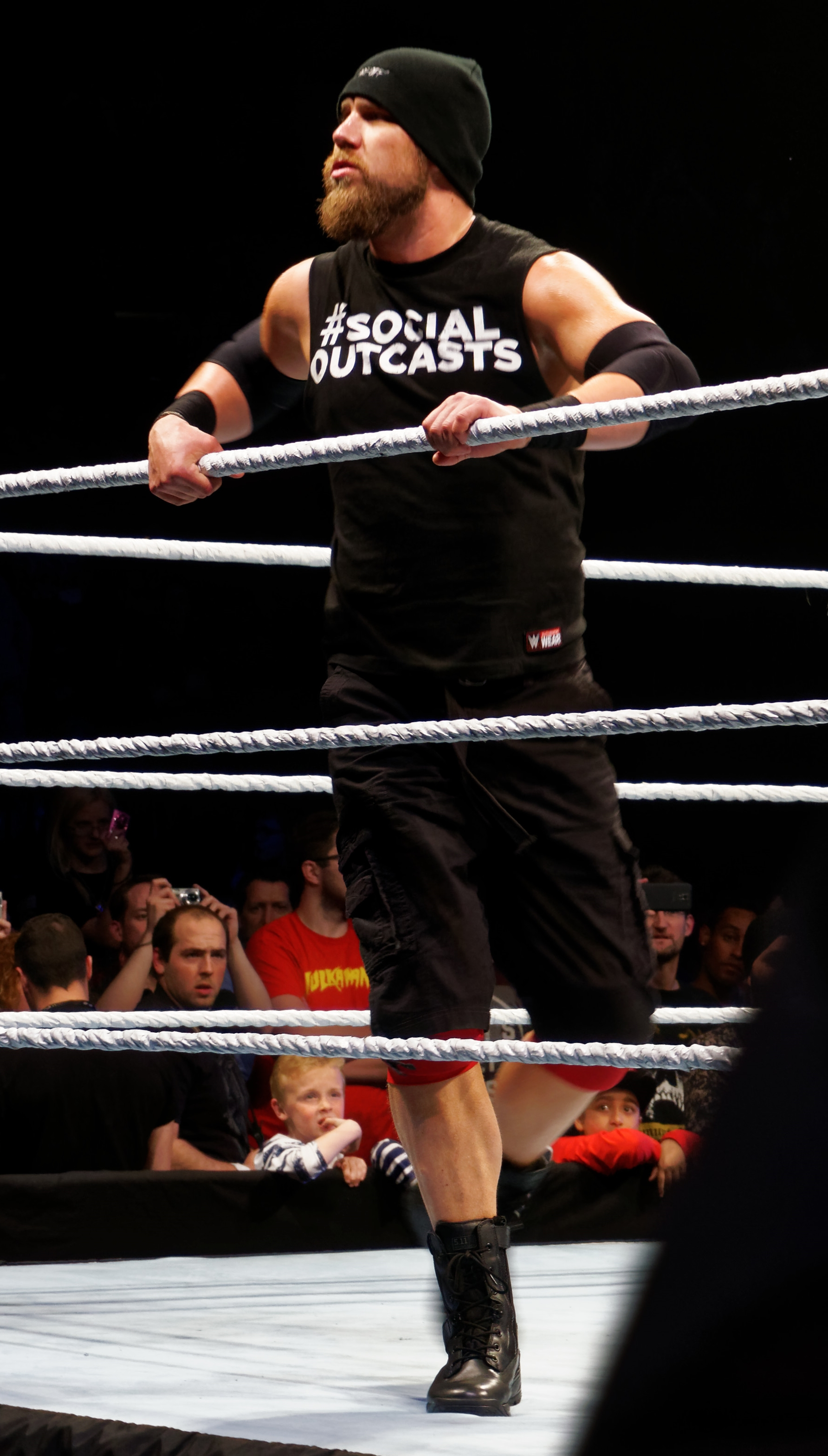
Axel en abril de 2016.

El 19 de julio, Axel fue mandado a Raw debido al Draft y a la nueva separación de marcas, por lo que The Social Outcasts se disolvió. Debido a que fue el último hombre en ser mandado a una marca durante el Draft, Axel fue apodado "Mr. Irrelevante". En el episodio del 25 de julio de Raw, Axel declaró que la marca "salvó lo mejor para el final" antes de ser derrotado por Neville (quien hacía su regreso). En el episodio del 10 de octubre de Raw, Axel volvió a la acción, formando equipo con Bo Dallas pero fueron derrotados por Neville & Sami Zayn. La semana siguiente en Raw, Axel estaba en la esquina de Dallas cuando éste derrotó a Neville, pero fue atacado por Dallas después del combate, mostrando con esto signos de un cambio a face y el posible inicio de un feudo entre los dos. En el episodio del 24 de octubre de Raw, Axel confirmó su cambio a face en su estado natal de Minnesota, recibiendo el apoyo de la multitud antes de ser derrotado por Dallas. Luego de eso, Axel apareció comúnmente en Superstars y Main Event, derrotando a luchadores como Dallas, Jinder Mahal y Titus O'Neil. El 2 de abril de 2017 en WrestleMania 33, Axel participó en el André the Giant Memorial Battle Royal, en el cual fue eliminado.
El 19 de junio en Raw, mientras conversaba con Bo Dallas en backstage, el Campeón Intercontinental The Miz se les acercó para ofrecerles hacer de ellos "las estrellas que merecían ser", sólo si antes ellos se convertían en su "séquito". Más tarde esa misma noche, Dallas y Axel aparecieron disfrazados de osos durante un segmento entre Miz y su esposa Maryse, en donde se revelaron y se aliaron a Miz tras atacar a su rival Dean Ambrose, cambiando Axel nuevamente a heel. En el episodio del 26 de junio de Raw, Miz & "The Miztourage" (Axel & Dallas) derrotaron a Ambrose, Heath Slater & Rhyno. El 20 de agosto en el pre-show de SummerSlam, Miz & Miztourage derrotaron a Jason Jordan & The Hardy Boyz (Matt Hardy & Jeff Hardy) en un Six-man Tag Team match. En el episodio del 25 de septiembre de Raw, después de un combate entre Miz y Roman Reigns, Miz y Miztourage atacaron a Reigns y se burlaron de The Shield. En el episodio del 16 de octubre de Raw, después de recibir una reacción positiva de la multitud, Axel fue persuadido a buscar a Reigns por toda la arena. Sin embargo, más tarde fue encontrado colgando boca abajo tras bastidores. Esa misma noche, Kane hizo su regreso durante el Steel Cage match entre Reigns y Braun Strowman y fue anunciado como un integrante más del equipo de Miz para enfrentar a The Shield en TLC: Tables, Ladders & Chairs.

#### 2018-2020

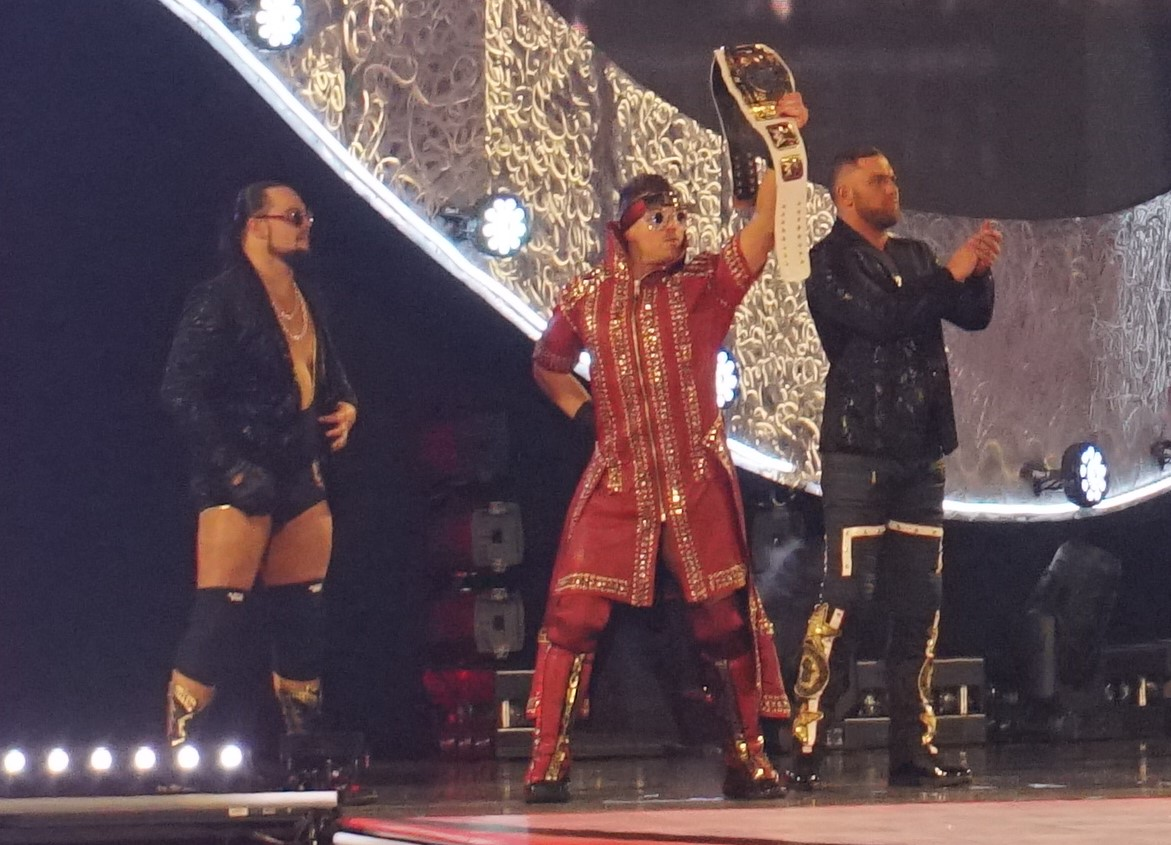
Axel con The Miz y Bo Dallas en WrestleMania 34.

El 25 de febrero en el kick-off de Elimination Chamber, Axel & Dallas fueron derrotados por Luke Gallows & Karl Anderson. En el kick-off de WrestleMania 34, Axel, al igual que Dallas, participó en el André the Giant Memorial Battle Royal, pero fue eliminado por Kane. El 16 de abril, durante el Superstar Shake-up, The Miz fue traspasado a SmackDown, mientras que Axel y Dallas permanecieron en Raw. Más tarde esa noche, The Miztourage abandonó a Miz en su último combate en Raw y luego, sin conseguir éxito, le ofreció sus servicios a otros luchadores, incluidos Finn Bálor y Seth Rollins.
En el episodio del 14 de mayo de Raw, Axel y Dallas, ahora conocidos como The B-Team, derrotaron a Tyler Breeze y Fandango, su primera victoria como equipo desde agosto de 2017. En el episodio del 4 de junio de Raw, The B-Team ganó un Tag Team Battle Royal para determinar a los contendientes número uno por los Campeonatos en Parejas de Raw. Debido a eso, Axel y Dallas comenzaron un feudo con los campeones Matt Hardy y Bray Wyatt, y los derrotaron para ganar los títulos en Extreme Rules. En el episodio del 23 de julio de Raw, The B-Team retuvo los títulos en una revancha titular contra Hardy y Wyatt. En las siguientes semanas, The B-Team cambió a face. El 19 de agosto en el kick-off de SummerSlam, The B-Team tuvo su primera defensa titular exitosa en un evento de pauge-por-ver contra The Revival (Dash Wilder & Scott Dawson). En el episodio del 3 de septiembre de Raw, The B-Team tenía programado defender los títulos contra The Revival. Sin embargo, después de atacar The Revival tras bastidores, Dolph Ziggler y Drew McIntyre tomaron sus lugares como reemplazo. Ziggler y McIntyre fueron victoriosos en la lucha titular, terminando el reinado de The B-Team a los 50 días.
En el episodio del 12 de noviembre de Raw, The B-Team compitió en un Tag Team Battle Royal para determinar al equipo capitán del Team Raw para un Traditional Survivor Series Elimination Tag Team match en Survivor Series, pero fueron eliminados, siendo los ganadores Chad Gable & Bobby Roode. Sin embargo, el equipo fue añadido al Team Raw junto con los otros equipos perdedores. En el kick-off del evento, el Team Raw fue derrotado por el Team SmackDown, siendo The B-Team eliminado después de que Karl Anderson cubriera a Dallas. El 24 de noviembre en el evento en vivo Starrcade, The B-Team derrotó a The Revival. En el episodio del 17 de diciembre de Raw, The B-Team compitió en un Fatal 4-Way match contra The Revival, The Authors of Pain y Lucha House Party para determinar a los contendientes número uno a los Campeonatos en Parejas de Raw, pero fueron derrotados por The Revival. En el episodio del 4 de febrero de 2019 de Raw, The B-Team compitió en otro Fatal 4-Way match contra The Revival, Lucha House Party y Heavy Machinery para determinar a los contendientes número uno a los Campeonatos en Parejas de Raw, pero fueron  derrotados nuevamente por The Revival. El 7 de abril en el kick-off de WrestleMania 35, tanto Axel como Dallas participaron en el André the Giant Memorial Battle Royal, pero ninguno de los dos logró ganar.
El 26 de abril, tanto Axel como Dallas fueron traspasados a SmackDown. The B-Team hizo su debut en SmackDown en el episodio del 30 de abril como heel, siendo derrotado por Roman Reigns en un 2-on-1 Handicap match con Elias como árbitro especial invitado. La semana siguiente en SmackDown, The B-Team salvó a Shane McMahon de un ataque de su antiguo mentor y compañero, The Miz, por quien después fueron atacados. En el evento Super Show-Down, desde Jeddah, Arabia Saudita, Axel participó en un 51-man Battle Royal, pero no logró ganar el combate luego de haber sido eliminado por Tucker. En el episodio del 26 de agosto de Raw, The B-Team apareció en la marca a través de la regla de invitación sorpresa, compitiendo en un Tag Team Turmoil match para determinar a los contendientes número uno a los Campeonatos en Parejas de Raw en Clash of Champions, pero fue el primer equipo eliminado por The Viking Raiders. En el episodio del 17 de septiembre de SmackDown, The B-Team perdió ante Heavy Machinery. La siguiente semana en SmackDown, The B-Team fue derrotado por The New Day (Big E & Xavier Woods). El 13 de octubre, debido al Draft, se anunció que The B-Team permanecería en la marca SmackDown. En el episodio del 18 de octubre de SmackDown, Axel fue derrotado por Shorty Gable en una lucha individual. El 31 de octubre en Crown Jewel, The B-Team compitio en un Tag Team Turmoil match por la Copa Mundial en Parejas de WWE, pero fueron eliminados por The New Day. En el episodio del 8 de noviembre de SmackDown, Axel y Dallas fueron atacados por Braun Strowman y el boxeador Tyson Fury, quienes acababan de unir fuerzas. La semana siguiente en SmackDown, Axel & Dallas, junto con Drew Gulak, fueron atacados una vez más por Strowman.
En Survivor Series, The B-Team formó parte de Team Raw cuando se enfrentaron a Team SmackDown en un combate de eliminación de 10 a 10 Survivor Series , y Team Raw perdió el partido. En WrestleMania 35 el 7 de abril de 2019, Axel compitió en la André the Giant Memorial Battle Royal, pero no pudo ganar el partido. Como parte de la Superstar Shake-up, tanto Axel como Dallas fueron trasladados a la marca SmackDown. En el episodio del 28 de febrero de 2020 de SmackDown , Axel fue derrotado por Daniel Bryan, en lo que sería su última aparición en la WWE. El 30 de abril, fue liberado de su contrato con la WWE, debido a recortes presupuestarios derivados de la pandemia de COVID-19, que puso fin a su mandato de 13 años con la compañía.

#### Regreso a la WWE como productor (2022-presente)
Henning hizo pruebas como productor. En el Raw del 30 de mayo, realizó su primera aparición como personal de WWE separando una pelea.

## Otros medios
Axel hizo su debut en los videojuegos en WWE '12 como Michael McGillcutty. Más tarde, y después de no aparecer en las siguientes dos ediciones del juego, regresó como Curtis Axel en WWE 2K15 y desde entonces ha aparecido en WWE 2K16, WWE 2K17, WWE 2K18, WWE 2K19 y WWE 2K20.

## Vida personal
Hennig es un luchador profesional de tercera generación; su abuelo Larry "The Axe" Hennig y su padre "Mr. Perfect" Curt Hennig fueron luchadores profesionales. Su hermana Amy también es luchadora profesional. Él tiene otros dos hermanos que no son luchadores. Hennig y su esposa Brooke tuvieron un hijo, Brock, en junio de 2009. En un episodio de la serie original de WWE Network, Table for 3, declaró que tiene tres hijos. Le gusta la pesca en el hielo y el fútbol de fantasía. Ganó la Fantasy Football League de la WWE Magazine para la temporada 2011 de la NFL.
Hennig se graduó de North Hennepin Community College con un título de asociado en ciencias en sistemas informáticos comerciales y gestión.

## Filmografía
| Año  | Título                     | Rol    | Notas |
| ---- | -------------------------- | ------ | ----- |
| 2017 | The Marine 5: Battleground | Deacon |       |

## Campeonatos y logros
- Florida Championship Wrestling

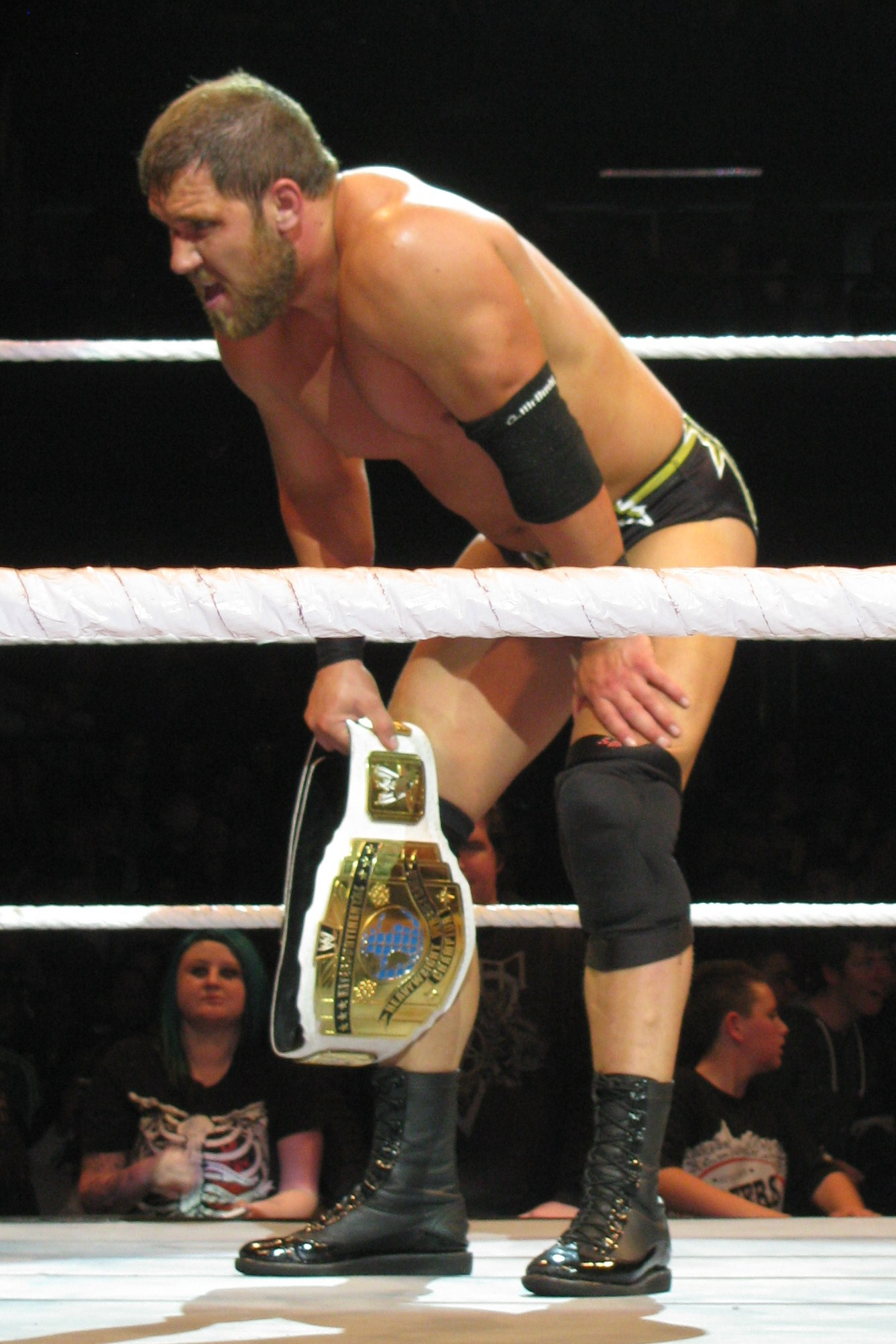
Axel como Campeón Intercontinental.

  - FCW Florida Heavyweight Championship (1 vez)
  - FCW Florida Tag Team Championship (3 veces) - con Heath Miller (1), Brett DiBiase (1) y Kaval (1)

- World Wrestling Entertainment / WWE
  - WWE Intercontinental Championship (1 vez)
  - Raw Tag Team Championship (2 veces) - con David Otunga (1), Bo Dallas (1)

- Pro Wrestling Illustrated
  - Feudo del año (2010) – con The Nexus vs. WWE[159]
  - Luchador más odiado del año (2010) – con The Nexus[160]
  - Rookie del año (2008)[161]
  - Situado en el Nº221 en los PWI 500 de 2009[162]
  - Situado en el Nº114 en los PWI 500 de 2010[163]
  - Situado en el Nº117 en los PWI 500 de 2011[164]
  - Situado en el Nº197 en los PWI 500 de 2012[165]
  - Situado en el Nº47 en los PWI 500 de 2013[166]
  - Situado en el Nº92 en los PWI 500 de 2014[167]
  - Situado en el Nº142 en los PWI 500 de 2015[168]
  - Situado en el Nº182 en los PWI 500 de 2016[169]
  - Situado en el N°300 en los PWI 500 de 2017[170]